# Gottlieb Pinball Classics
 (avril 2019).
Si vous disposez d'ouvrages ou d'articles de référence ou si vous connaissez des sites web de qualité traitant du thème abordé ici, merci de compléter l'article en donnant les références utiles à sa vérifiabilité et en les liant à la section « Notes et références ».
Gottlieb Pinball Classics est un jeu vidéo de flipper développé par Farsight Studios et édité par System 3, sorti en 2006 sur PlayStation 2, PlayStation Portable et Wii.
Le jeu comprend onze tables de flipper créées par la Gottlieb Pinball Company.

## Modes de jeu
Plusieurs choix sont possibles dans le menu principal du jeu :
- Gottlieb Challenge : ce mode de jeu propose d'enchaîner les différents flippers. Vous avez droit à 3 essais maximum sur chaque flipper pour atteindre un score minimum avant de pouvoir passer au flipper suivant. Le jeu s'arrête lorsque l'objectif n'est pas atteint ou lorsque tous les flippers ont été parcourus. Les points sont calculés proportionnellement au score obtenu sur le flipper ainsi qu'à la difficulté de celui-ci.

- Mode Arcade : ce mode de jeu permet de s'essayer à chacun des flippers disponibles dans le jeu. On peut jouer gratuitement sur certains flippers alors que d'autres nécessitent un certain nombre de crédits; ceux-ci sont accumulés en obtenant un certain score sur les différents flippers. En outre, il est aussi possible dans ce mode de jeu d'obtenir des informations précises sur le flipper tel que son historique ainsi que l'explication des différents bonus à atteindre sur le flipper.

- Objectif du flipper : chaque flipper a un objectif qui déverrouillera d'autres options du jeu. Il est possible de se renseigner sur l'objectif à atteindre sur un flipper dans ce menu tout en vérifiant si cet objectif a été rempli.

- Tournoi : ce mode de jeu permet à différents joueurs (4 au maximum) de s'affronter sur tous les flippers dans l'ordre. Leur score est calculé de la même manière que dans le Gottlieb Challenge.

- Mode Payout : ce mode à déverrouiller permet de jouer au flipper Playboy d'une manière alternative (Poker ou Blackjack) pour essayer d'augmenter son solde créditeur.

## Système de jeu
Le jeu se joue avec la Wiimote et le Nunchuk : avec la gâchette B de la Wiimote, on contrôle le battant droit du flipper, avec la gâchette Z du Nunchuk, le battant gauche du flipper. Le stick directionnel du Nunchuk permet de lancer la boule en l'inclinant vers le bas lors du début d'une partie.
En secouant la Wiimote ou le Nunchuk, il est possible de pousser le flipper afin de réorienter la balle légèrement, sans toutefois en abuser sous peine de "Tilt" (bloquant ainsi les battants du flipper).
Différentes positions de la caméra sont prévues et peuvent être changées grâce aux boutons 1 et 2 de la Wiimote.

## Les différents flippers
Ils sont au nombre de 11 chacun ayant un thème différent :
1. Genie
2. Eldorado
3. Black Hole
4. Ace High
5. Big Shot
6. Central Park
7. Play Boy
8. Tee'd Off
9. Goin' Nuts
10. Victory
11. Strikes N' Spares

À cela s'ajoutent également les 2 attractions présentes dans le mode arcade, "Love Meter" et "Xolten", qui permettent de gagner des crédits de manière aléatoire. "Love Meter" permet de tester son niveau amoureux tandis que Xolten vous dévoilera l'avenir.